# Resultados do Carnaval de Vitória em 2013
Esta página contém os resultados do Carnaval de Vitória no ano de 2013.

## Grupo Especial

### Mapa de Notas
| Escola              | Mestre-sala e Porta-bandeira | Mestre-sala e Porta-bandeira | Mestre-sala e Porta-bandeira | Mestre-sala e Porta-bandeira | Comissão de Frente | Comissão de Frente | Comissão de Frente | Comissão de Frente | Fantasias | Fantasias | Fantasias | Fantasias | Alegorias e Adereços | Alegorias e Adereços | Alegorias e Adereços | Alegorias e Adereços | Conjunto | Conjunto | Conjunto | Conjunto | Enredo | Enredo | Enredo | Enredo | Evolução | Evolução | Evolução | Evolução | Harmonia | Harmonia | Harmonia | Harmonia | Samba-enredo | Samba-enredo | Samba-enredo | Samba-enredo | Bateria | Bateria | Bateria | Bateria | Punição | Total |
| ------------------- | ---------------------------- | ---------------------------- | ---------------------------- | ---------------------------- | ------------------ | ------------------ | ------------------ | ------------------ | --------- | --------- | --------- | --------- | -------------------- | -------------------- | -------------------- | -------------------- | -------- | -------- | -------- | -------- | ------ | ------ | ------ | ------ | -------- | -------- | -------- | -------- | -------- | -------- | -------- | -------- | ------------ | ------------ | ------------ | ------------ | ------- | ------- | ------- | ------- | ------- | ----- |
| Tradição Serrana    | 9.5                          | 9.9                          | 9.4                          | 8.9                          | 9.5                | 9.5                | 9.5                | 9.4                | 9.2       | 8.8       | 9.1       | 9.3       | 8.8                  | 8.6                  | 8.6                  | 8.5                  | 8.3      | 8.2      | 8        | 8.9      | 9.3    | 9.1    | 9.1    | 9      | 9        | 9        | 9.3      | 9.1      | 8.5      | 9        | 9.3      | 8.5      | 9            | 8.6          | 8.7          | 8.8          | 9.5     | 9.6     | 9.7     | 9.5     | 5,4     | 267,9 |
| Novo Império        | 9.3                          | 9.5                          | 9.3                          | 8.7                          | 9.6                | 9.6                | 10                 | 9.6                | 9.9       | 9         | 9.2       | 9.6       | 9.2                  | 9.1                  | 9.2                  | 9.4                  | 9        | 9.3      | 9.5      | 9.2      | 9.6    | 9.6    | 9.9    | 9.8    | 9.5      | 9.2      | 9.7      | 9.6      | 9.3      | 9.3      | 9.4      | 9.4      | 9.5          | 9.4          | 9.6          | 9.7          | 10      | 9.9     | 10      | 10      | 2,8     | 284   |
| Andaraí             | 9.7                          | 9.3                          | 9.7                          | 9.8                          | 9.6                | 9.7                | 9.7                | 96                 | 9.5       | 8.9       | 9         | 8.8       | 9.3                  | 9.4                  | 9.1                  | 9                    | 8.5      | 8.1      | 9        | 9        | 9.5    | 9.2    | 9.3    | 9.5    | 9.2      | 9.5      | 9.2      | 9.4      | 8.9      | 9.5      | 9.1      | 9.5      | 9.9          | 9.4          | 9.4          | 9.5          | 9.8     | 9.8     | 10      | 10      | 0,8     | 282.2 |
| Pega no Samba       | 9.9                          | 9.7                          | 10                           | 10                           | 10                 | 9.8                | 9.5                | 9.7                | 9.9       | 9.9       | 9.8       | 9         | 98                   | 9.5                  | 9                    | 9.8                  | 10       | 9.7      | 10       | 10       | 10     | 10     | 10     | 10     | 9.8      | 9.7      | 9.4      | 9.5      | 9.5      | 9.3      | 9        | 9.7      | 9.6          | 9.8          | 9.7          | 9.7          | 9.8     | 10      | 10      | 9.9     | 0,2     | 295.3 |
| São Torquato        | 9.8                          | 10                           | 9.9                          | 9.8                          | 9.8                | 10                 | 10                 | 9.9                | 9.7       | 9.8       | 9.9       | 9.5       | 9.8                  | 9.7                  | 9.1                  | 9.8                  | 9.9      | 9.6      | 9.6      | 9.6      | 9.7    | 9.7    | 9.5    | 9.7    | 9.5      | 94       | 95       | 92       | 9.7      | 9.5      | 9.5      | 9.7      | 9.6          | 9.8          | 10           | 9.8          | 9.9     | 9.8     | 9.9     | 9.8     | 1,2     | 291.2 |
| Escola              | Mestre-sala e Porta-bandeira | Mestre-sala e Porta-bandeira | Mestre-sala e Porta-bandeira | Mestre-sala e Porta-bandeira | Comissão de Frente | Comissão de Frente | Comissão de Frente | Comissão de Frente | Fantasias | Fantasias | Fantasias | Fantasias | Alegorias e Adereços | Alegorias e Adereços | Alegorias e Adereços | Alegorias e Adereços | Conjunto | Conjunto | Conjunto | Conjunto | Enredo | Enredo | Enredo | Enredo | Evolução | Evolução | Evolução | Evolução | Harmonia | Harmonia | Harmonia | Harmonia | Samba-enredo | Samba-enredo | Samba-enredo | Samba-enredo | Bateria | Bateria | Bateria | Bateria | Punição | Total |
| Piedade             | 9.4                          | 9.5                          | 9.2                          | 9.8                          | 9.4                | 10                 | 9.9                | 10                 | 9.6       | 9.9       | 9.8       | 9.8       | 9.7                  | 9.5                  | 9.6                  | 8.9                  | 9.4      | 9.5      | 9.7      | 9.6      | 9.7    | 9      | 9.4    | 9.6    | 9.7      | 9.6      | 9.8      | 9.4      | 9.6      | 9.9      | 9.6      | 9.7      | 9.9          | 9.8          | 10           | 9.8          | 9.9     | 9.8     | 9.7     | 9.9     | 0,5     | 291.5 |
| Imperatriz do Forte | 9.9                          | 10                           | 9.7                          | 9.9                          | 9.3                | 9.6                | 9.3                | 9.5                | 9.4       | 9.4       | 9.4       | 8.9       | 9.7                  | 9.4                  | 8.9                  | 8.5                  | 9.6      | 9.3      | 9.7      | 8.9      | 9.8    | 9      | 9.5    | 9.7    | 9.3      | 9.5      | 9        | 9.2      | 9.2      | 9.5      | 8.9      | 8.7      | 9.2          | 9.3          | 9.2          | 9.6          | 9.7     | 9.9     | 9.9     | 9.9     | 3,1     | 282.1 |
| Boa Vista           | 9.9                          | 9                            | 9.3                          | 9.8                          | 9.8                | 9.9                | 10                 | 9.8                | 10        | 10        | 10        | 9.9       | 10                   | 9.9                  | 10                   | 9.9                  | 10       | 9.8      | 9.8      | 9.8      | 9.9    | 9.9    | 9.9    | 9.9    | 9.9      | 9.8      | 9.9      | 9.7      | 9.9      | 10       | 9.7      | 9.9      | 9.7          | 9.8          | 9.7          | 9.9          | 10      | 10      | 10      | 9.9     | 0,1     | 296.6 |
| MUG                 | 10                           | 10                           | 10                           | 10                           | 9.8                | 9.8                | 10                 | 9.9                | 9.8       | 9.8       | 9.9       | 9.8       | 9.9                  | 9.9                  | 10                   | 9.9                  | 9.9      | 9.6      | 10       | 9.7      | 9.9    | 9.9    | 9.9    | 9.9    | 9.9      | 9.7      | 10       | 9.8      | 9.8      | 9.8      | 9.8      | 10       | 9.7          | 9.8          | 9.9          | 9.9          | 9.8     | 10      | 10      | 10      | 0,1     | 297.1 |
| Jucutuquara         | 9.8                          | 9.8                          | 9.6                          | 9.9                          | 9.8                | 9.9                | 9.8                | 9.9                | 9.8       | 9.9       | 9.8       | 10        | 9.8                  | 9.6                  | 9.5                  | 9.8                  | 9.7      | 9.9      | 9.8      | 9.8      | 10     | 10     | 9.9    | 9.8    | 9.7      | 9.8      | 9.7      | 10       | 10       | 10       | 9.9      | 10       | 9.8          | 9.7          | 9.9          | 9.8          | 10      | 9.9     | 10      | 10      | 1,0     | 295.4 |

### Classificação
A Mocidade Unida da Glória sagrou-se campeã. A Tradição serrana foi rebaixada de grupo. Da primeira a quinta colocada formam o Grupo Especial A em 2014. Da sexta a nona colocada mais a campeã do grupo de acesso formam o Grupo Especial B em 2014.
| Legenda: Campeã Rebaixada |

| Col. | Escola                    | Enredo                                                                                   | Pontos |
| ---- | ------------------------- | ---------------------------------------------------------------------------------------- | ------ |
| 1    | Mocidade Unida da Glória  | Oui, voilá la France! Mocidade singra os mares de Dunkerque. Merci beaucoup!             | 297.1  |
| 2    | Independente de Boa Vista | Diáspora Africana – O Grito de Liberdade de uma Raça                                     | 296.6  |
| 3    | Jucutuquara               | A Centenária Noite do Sabiá da Crônica: entre Pássaros, Palavras, Chiquitas e Baianas    | 295.4  |
| 4    | Pega no Samba             | Em terra de bamba, samba quem tem raíz. O Pega canta a gigante Amigos da Gurigica        | 295.3  |
| 5    | Piedade                   | Anauê, Anauê Guanambi Amamagá… nas terras abençoadas do Espírito Santo                   | 291.5  |
| 6    | São Torquato              | Onde está o ouro! Pegue o mapa da mina e encontre o seu tesouro                          | 291.2  |
| 7    | Novo Império              | O Fim do Mundo                                                                           | 284    |
| 8    | Andaraí                   | Andaraí canta em verso e prosa! 100 anos do Rio Branco, áureos tempos de lutas e glórias | 282.2  |
| 9    | Imperatriz do Forte       | Parque Moscoso: De um click revelam-se 100 anos de história no coração da cidade         | 282.1  |
| 10   | Tradição Serrana          | Os sonhos dos imigrantes viraram realidade. Tradição na passarela canta a tarantela      | 267.9  |

## Grupo de acesso
A escola de samba Chega Mais desfilou como convidada e não foi avaliada. Unidos de Barreiros sagrou-se campeã e foi promovida para o Grupo especial B em 2014.
| Legenda: Promovida |

| Col. | Escola               | Enredo | Pontos |
| ---- | -------------------- | --- | ------ |
| 1    | Barreiros            | Qual é a sua beleza? A minha é natural | 87.7   |
| 2    | Rosas de Ouro        | Do Mármore ao Granito: No Egito, na Grécia e em Roma; Rosas de Ouro é a rocha serrana que vai lapidando na avenida a indústria do Bem Estar Social | 78.8   |
| 3    | Chegou O Que Faltava | Refestança, onde se canta dança (Reedição de 2002)                                                                                                 | 73     |
| --   | Chega Mais           | Adoniran Barbosa | --     |